# Electrocampe sugonjaevi
Electrocampe sugonjaevi är en stekelart som beskrevs av Trjapitzin och Manukyan 1995. Electrocampe sugonjaevi ingår i släktet Electrocampe och familjen raggsteklar. Inga underarter finns listade i Catalogue of Life.